# Trécon
Trécon é uma comuna francesa na região administrativa do Grande Leste, no departamento de Marne. Estende-se por uma área de 12.45 km², e possui 151 habitantes, segundo o censo de 2018, com uma densidade de 6.9 hab/km².